# Wacław Szymanowski (1895–1965)

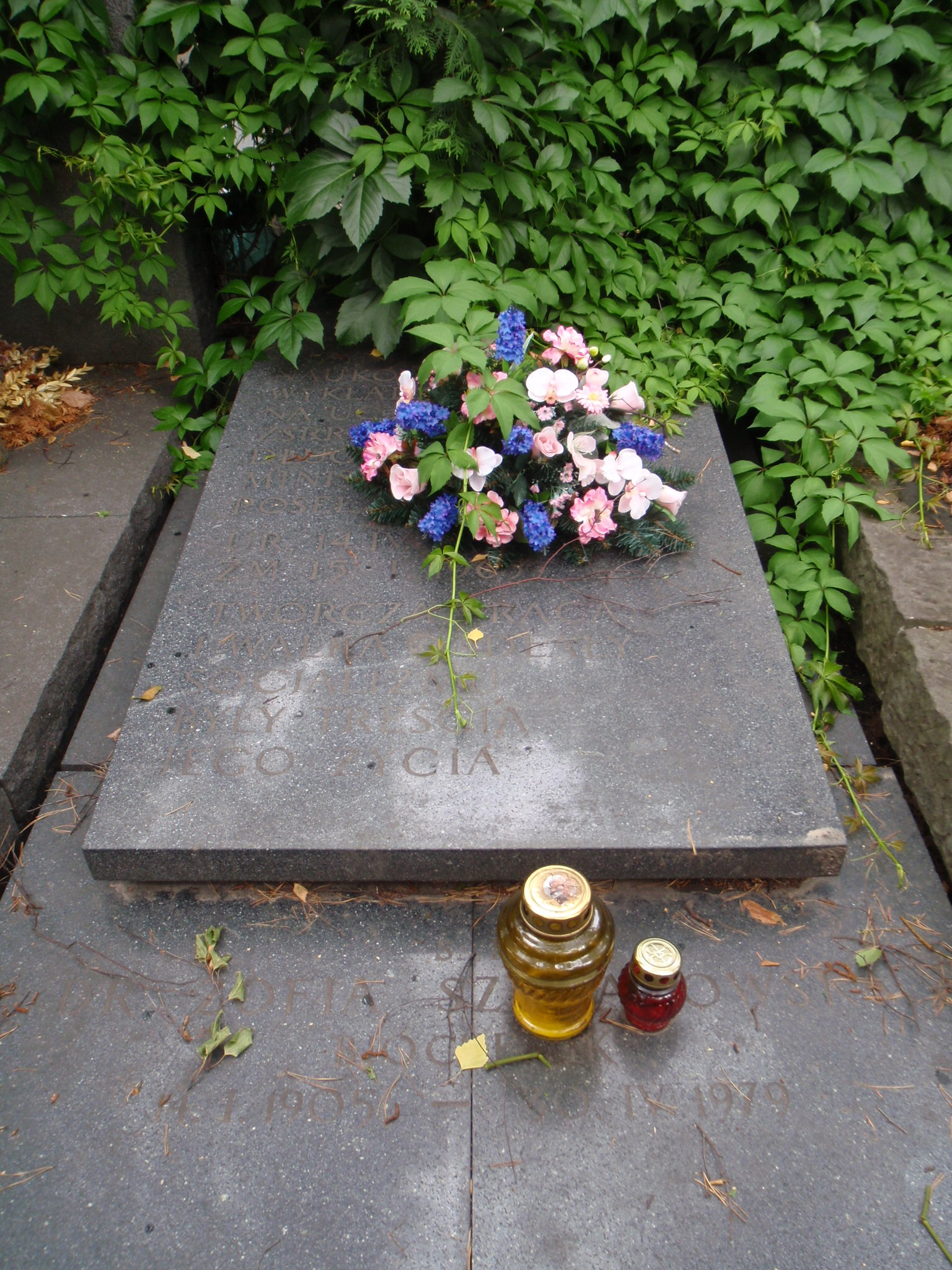
Grób Wacława Szymanowskiego na Cmentarzu Wojskowym na Powązkach w Warszawie

Wacław Michał Jerzy Szymanowski (ur. 14 kwietnia 1895 w Monachium, zm. 15 stycznia 1965 w Warszawie) – polski fizyk, filozof i polityk. W latach 1948–1955 minister poczt i telegrafów, następnie do 1956 minister łączności, poseł na Sejm Ustawodawczy.

## Życiorys
Był synem rzeźbiarza Wacława i Gabrieli. W 1913 zdał egzamin maturalny w c. k. Gimnazjum III w Krakowie. Następnie zapisał się na studia na Wydział Elektro-Mechaniczny Politechniki Monachijskiej, kontynuował je od na Wydziale Matematyczno-Fizycznym Uniwersytetu Jagiellońskiego, a od 1917 studiował na Politechnice Wiedeńskiej. Tamże wstąpił do Polskiej Partii Socjalistycznej. Wiosną 1919 rozpoczął służbę w Wojsku Polskim na frontach wojny polsko-bolszewickiej jako technik i radiotelegrafista, w 1920 zdemobilizowany wrócił do Wiednia, gdzie ukończył studia, uzyskując w 1923 dyplom inżyniera elektryka. Początkowo pracował jako inżynier projektant w firmach austriackich i niemieckich, w 1926 wyjechał do Stanów Zjednoczonych. W 1927 został asystentem na University of Michigan, tamże doktoryzował się w 1929 w naukach fizyki technicznej, prowadził także działalność edukacyjną wśród robotników polskich jako wykładowca różnych kółek samokształceniowych. W 1929 rozpoczął badania w dziedzinie biofizyki, pracując jednocześnie w Instytucie Patologii Szpitala West Penn w Pittsburghu. Publikacje z dziedziny biofizyki przyniosły mu światowy rozgłos. W 1931 powrócił do Polski, pracował na Uniwersytecie Warszawskim w Zakładzie Fizyki Doświadczalnej i jednocześnie był doradcą naukowym spółki metalurgicznej „Zakłady Ostrowieckie”. Opracował i opatentował elektrody do spawania stali, badał zjawiska fluorescencji. W 1932 doktoryzował się w dziedzinie filozofii. 
W 1934, jako podporucznik łączności rezerwy pozostawał w ewidencji Powiatowej Komendy Uzupełnień Warszawa Miasto III. Posiadał przydział w rezerwie do Pułku Radiotelegraficznego w Warszawie.
W latach 1934–1937 pracował w Moskwie w Oddziale Biofizyki w Instytucie Badań Fizjologicznych, był jednocześnie konsultantem Instytutu Fizyki Akademii Nauk ZSRR, publikując w tym czasie prace z fizyki doświadczalnej. Po powrocie do kraju został kierownikiem Oddziału Aparatów Elektromedycznych w Centrali Zaopatrywania Instytucji Zakładu Ubezpieczeń Społecznych. We współpracy z amerykańską firmą Westinghouse zorganizował jako pierwszy w Polsce produkcję aparatów rentgenowskich.
II wojnę światową spędził w Stanach Zjednoczonych, pracował w zakładach badawczych Westinghouse, a od 1942 był profesorem w Katedrze Fizyki i dyrektorem Obserwatorium Sejsmologicznego Uniwersytetu Pittsburskiego. Prowadził tam badania nad zastosowaniem fal ultradźwiękowych do pomiarów sejsmologicznych. Wiosną 1946 powrócił do Polski i został profesorem fizyki na Uniwersytecie i Politechnice we Wrocławiu. Następnie jako profesor zwyczajny objął Katedrę Fizyki na Wydziale Elektrycznym Politechniki Warszawskiej.
W 1918 brał udział w Zjeździe połączeniowym Socjaldemokracji Królestwa Polskiego i Litwy i Polskiej Partii Socjalistycznej – Lewicy, na którym powstała Komunistyczna Partia Polski. Od 1946 należał do Stronnictwa Ludowego, był członkiem prezydium Naczelnego Komitetu i prezesem zarządu wojewódzkiego we Wrocławiu, po powstaniu Zjednoczonego Stronnictwa Ludowego wszedł w skład jego Naczelnego Komitetu Wykonawczego i Rady Naczelnej. 19 stycznia 1947 został wybrany na posła na Sejm Ustawodawczy Rzeczypospolitej Polskiej z państwowej listy nr 3 pod nazwą Blok Stronnictw Demokratycznych i Związków Zawodowych. W latach 1948–1955 minister poczt i telegrafów, następnie do 1956 minister łączności. Przyczynił się do radiofonizacji i telefonizacji wsi, stworzenia sieci wiejskich placówek pocztowych i rozwoju szkolnictwa łącznościowego. Rozbudował Instytut Łączności w Warszawie, doprowadził w 1954 do otwarcia pierwszej w Polsce wytwórni tranzystorów, a przy ministrze łączności powołał Radę Naukową. W 1956 złożył dymisję i odszedł z rządu. Odtąd poświęcił się wyłącznie działalności naukowej. Po reorganizacji katedr fizyki na PW kierował na Wydziale Elektrycznym Katedrą Fizyki „A”. Prowadził tam badania nad fotoprzewodnictwem materiałów wysoko oporowych, zespół pod jego kierownictwem opracował prototypy urządzeń elektrograficznych. W latach 1961–1965 uzyskał 9 patentów. Przyczyniając się do uruchomienia w kraju produkcji aparatury elektrograficznej i materiałów elektrofotograficznych, zyskał miano ojca polskiej kserografii. Był przewodniczącym warszawskiego oddziału Polskiego Towarzystwa Cybernetycznego, a także członkiem Polskiego Towarzystwa Fizycznego i amerykańskiego Towarzystwa Fizyków „Sigma Pi Sigma”.
Był żonaty z Zofią Szymanowską (1905-1979). Został pochowany na Cmentarzu Wojskowym na Powązkach w Warszawie (kwatera C 2-10-7).

## Ordery i odznaczenia
- Order Sztandaru Pracy I klasy
- Krzyż Komandorski z Gwiazdą Orderu Odrodzenia Polski
- Medal 10-lecia Polski Ludowej
- Orderu Lwa Białego I Klasa (Czechosłowacja)